# Limnodromus griseus
Limnodromus griseus là một loài chim trong họ Scolopacidae.